# Emmanuel Callender
Emmanuel Callender (Arouca, 10 maggio 1984) è un velocista trinidadiano.

## Palmarès
| Anno | Manifestazione          | Sede           | Evento        | Risultato        | Prestazione | Note                                     |
| ---- | ----------------------- | -------------- | ------------- | ---------------- | ----------- | ---------------------------------------- |
| 2007 | Campionati NACAC        | San Salvador   | 200 m piani   | 5º               | 20"93       |                                          |
| 2007 | Campionati NACAC        | San Salvador   | 4×100 m       | Bronzo           | 39"92       |                                          |
| 2008 | Campionati CAC          | Cali           | 200 m piani   | Oro              | 20"69       |                                          |
| 2008 | Giochi olimpici         | Pechino        | 4×100 m       | Oro              | 38"06       |                                          |
| 2009 | Campionati CAC          | L'Avana        | 100 m piani   | Oro              | 10"08       | Miglior prestazione personale            |
| 2009 | Campionati CAC          | L'Avana        | 200 m piani   | Batteria         | 21"10       |                                          |
| 2009 | Campionati CAC          | L'Avana        | 4×100 m       | Oro              | 38"73       |                                          |
| 2009 | Mondiali                | Berlino        | 100 m piani   | Quarti di finale | 10"27       |                                          |
| 2009 | Mondiali                | Berlino        | 200 m piani   | Semifinale       | 20"70       |                                          |
| 2009 | Mondiali                | Berlino        | 4×100 m       | Argento          | 37"62       | Record nazionale                         |
| 2010 | Giochi CAC              | Mayagüez       | 100 m piani   | Finale           | dq          |                                          |
| 2010 | Giochi CAC              | Mayagüez       | 200 m piani   | 6º               | 20"81       |                                          |
| 2010 | Giochi CAC              | Mayagüez       | 4×100 m       | Oro              | 38"24       |                                          |
| 2010 | Giochi del Commonwealth | Delhi          | 100 m piani   | 4º               | 10"25       |                                          |
| 2010 | Giochi del Commonwealth | Delhi          | 200 m piani   | 7º               | 21"12       |                                          |
| 2010 | Giochi del Commonwealth | Delhi          | 4×100 m       | Finale           | dnf         |                                          |
| 2011 | Campionati CAC          | Mayagüez       | 200 m piani   | 5º               | 21"12       |                                          |
| 2011 | Campionati CAC          | Mayagüez       | 4×100 m       | Argento          | 38"89       | Record nazionale                         |
| 2011 | Mondiali                | Taegu          | 200 m piani   | Batteria         | 20"97       |                                          |
| 2011 | Giochi panamericani     | Guadalajara    | 100 m piani   | Bronzo           | 10"16       |                                          |
| 2011 | Giochi panamericani     | Guadalajara    | 4×100 m       | Batteria         | dnf         |                                          |
| 2012 | Giochi olimpici         | Londra         | 4×100 m       | Argento          | 38"12       |                                          |
| 2013 | Campionati CAC          | Morelia        | 4×100 m       | Bronzo           | 39"26       |                                          |
| 2014 | Giochi CAC              | Veracruz       | 100 m piani   | Batteria         | 10"46       |                                          |
| 2014 | Giochi CAC              | Veracruz       | 200 m piani   | Semifinale       | dq          |                                          |
| 2015 | Giochi panamericani     | Toronto        | 4×100 m       | Bronzo           | 38"69       |                                          |
| 2015 | Campionati NACAC        | San José       | 100 m piani   | Semifinale       | 10"25       |                                          |
| 2015 | Campionati NACAC        | San José       | 4×100 m       | 5º               | 38"90       |                                          |
| 2016 | Giochi olimpici         | Rio de Janeiro | 4×100 m       | Finale           | dq          |                                          |
| 2017 | World Relays            | Nassau         | 4×100 m       | 9º               | 39"04       |                                          |
| 2017 | World Relays            | Nassau         | 4×200 m       | 4º               | 1'21"39     |                                          |
| 2017 | World Relays            | Nassau         | 4×400 m mista | 7º               | 3'25"49     |                                          |
| 2017 | Mondiali                | Londra         | 100 m piani   | Batteria         | 10"24       |                                          |
| 2017 | Mondiali                | Londra         | 4×100 m       | Batteria         | 38"61       | Miglior prestazione personale stagionale |
| 2018 | Mondiali indoor         | Birmingham     | 60 m piani    | Batteria         | 6"80        | Miglior prestazione personale stagionale |
| 2018 | Giochi del Commonwealth | Gold Coast     | 100 m piani   | Semifinale       | 10"54       |                                          |
| 2018 | Giochi del Commonwealth | Gold Coast     | 4×100 m       | Batteria         | dq          |                                          |